# International Federation for Family Development
International Federation for Family Development (IFFD) es una organización no gubernamental cuyo objetivo es proporcionar formación, desde un punto de vista práctico, para ser buenos padres y madres. Tiene estado consultivo en el Consejo Económico y Social de Naciones Unidas (ECOSOC). 
Surgió de la "Fondation Internationale de la Famille" fundada en Roma en 1978. El IFFD como tal se fundó en el 14º Congreso Internacional de la Familia, que tuvo lugar en Orlando (Estados Unidos). 
Los cargos directivos los ocupan Jim Morgan (Estados Unidos) y Marina Robben (Bélgica). 

## Fuente
Traducido de la versión inglesa
- Datos: Q925909
- Multimedia: International Federation for Family Development / Q925909